# Le Mesnil, Manche

Le Mesnil este o comună în departamentul Manche, Franța. În 1 ianuarie 2022 avea o populație de 204 de locuitori.